# Мартинюк Михайло Тадейович
Мартинюк Михайло Тадейович (нар. 17 листопада 1944, с. Коритня Черкаської області, УРСР) — доктор педагогічних наук, професор, академік НАПН України, Заслужений працівник освіти України.

## Біографія
Народився 17 листопада 1944 року в с. Коритня Монастирищенського району Черкаської області.

### Освіта
Закінчив фізико-математичний факультет Уманського державного педагогічного інституту імені Павла Тичини (1968).

### Діяльність
Уся трудова діяльність педагога пов'язана з Уманським державним педагогічним інститутом ім. Павла Тичини (з 1998 — педагогічний університет): працював старшим лаборантом (1968—1970), асистентом кафедри фізики (1970—1972), старшим викладачем, доцентом, завідувачем кафедри, деканом факультету, проректором з нав чальної і наукової роботи. Виконував обов'язки ректора Уманського державного педагогічного університету імені Павла Тичини (1988—1989).
2005—2010 рр. — ректор Уманського державного педагогічного університету імені Павла Тичини.
За час керівництва М. Т. Мартинюка в університеті створено 4 інститути, 5 нових факультетів і 10 кафедр. Він автор досліджень з проблем змісту й методів навчання фізики та астрономії в загальноосвітніх навчальних закладах, один із співрозробників концептуальних засад змісту загальної і професійної освіти. Брав участь у підготовці матеріалів до Національної програми «Освіта: Україна XXI століття», є одним із співрозробників Державного стандарту базової і повної середньої освіти (освітня галузь «Природознавство, фізика»), чинних навчальних програм з фізики і астрономії для загальноосвітніх навчальних закладів.
Член спеціалізованих рад із захисту докторських і кандидатських дисертацій з теорії і методики навчання (фізики, астрономії і математики).
Відмінник освіти УРСР, Відмінник освіти України, Заслужений працівник освіти України (2005), нагороджений медаллю «За трудову відзнаку», медаллю імені А. С. Макаренка «За заслуги в галузі освіти», нагрудним знаком «За наукові досягнення», Почесною грамотою Кабінету Міністрів України (2006).
Автор (співавтор) понад 100 наукових праць, зокрема:
- «Вивчення фізики і астрономії в основній школі (теоретичні і методичні засади)», монографія (1998);
- «Базовий курс фізики, інтегрований з астрономією (досвід теоретико-експериментального обґрунтування)», монографія (1999);
- «Фізичний експеримент і математичний апарат фізики» (2003);
- «Вивчення фундаментальних дослідів з атомної фізики засобами інформаційно-

комунікаційних технологій» (2006).
Має доньку Катерину, дружину українського політика та урядовця В'ячеслава Кириленка.

## Нагороди
- Орден «За заслуги» III ступеня (4 травня 2019) — За значний особистий внесок у державне будівництво, соціально-економічний, культурно-освітній розвиток України, вагомі трудові здобутки та високий професіоналізм[1].
- Заслужений працівник освіти України (23 серпня 2005) — За значний особистий внесок у соціально-економічний, науковий та культурний розвиток України, вагомі трудові здобутки та активну громадську діяльність[2].